# Jardin de la Rue du Chalet
Le jardin de la Rue du Chalet est un jardin public du 10e arrondissement de Paris.

## Situation et accès
Le site est accessible par la rue du Chalet, à proximité de la place Sainte-Marthe.
Il est desservi par la ligne 2 à la station Belleville.

## Origine du nom
Ce jardin de quartier porte le nom de la rue du Chalet, elle-même probablement dénommée en raison de la présence d'une ancienne maison du voisinage, bâtie en forme de chalet. Un petit abri de jardin, en forme de chalet, existe aujourd'hui dans le square, rappelant cette dénomination.

## Caractéristiques
Le jardin est composé de deux pelouses, d’une aire de jeux et d’un potager associatif. Il est planté de pommiers, et la Mairie de Paris évoque une palette végétale s'inspirant des jardins de curé : plantes grimpantes, plantes condimentaires (sauge) et plantes ornementales (roses trémières, clématites et coquelourdes) s'y côtoient. 
L'un des murs d'immeubles entourant le jardin est orné par l'œuvre « M. Chat » de l'artiste Thoma Vuille. Depuis 2014, une œuvre contemporaine des artistes Jean-Baptiste Naudy et Ferenc Gróf, constituée de deux blocs de granit symbolisant des astéroïdes, est également installée dans le jardin, rendant hommage à un couple de résistants morts en déportation, Jean et Marie Moinon, habitants du quartier, et dont le nom est porté par la rue Jean-et-Marie-Moinon,.

## Historique
Le jardin est créé en 2014 après acquisition du terrain par la ville de Paris. À partir d'octobre 2024, il est en cours d'agrandissement après l'acquisition d'une parcelle, permettant également un accès depuis la rue de Sambre-et-Meuse.

## Galerie

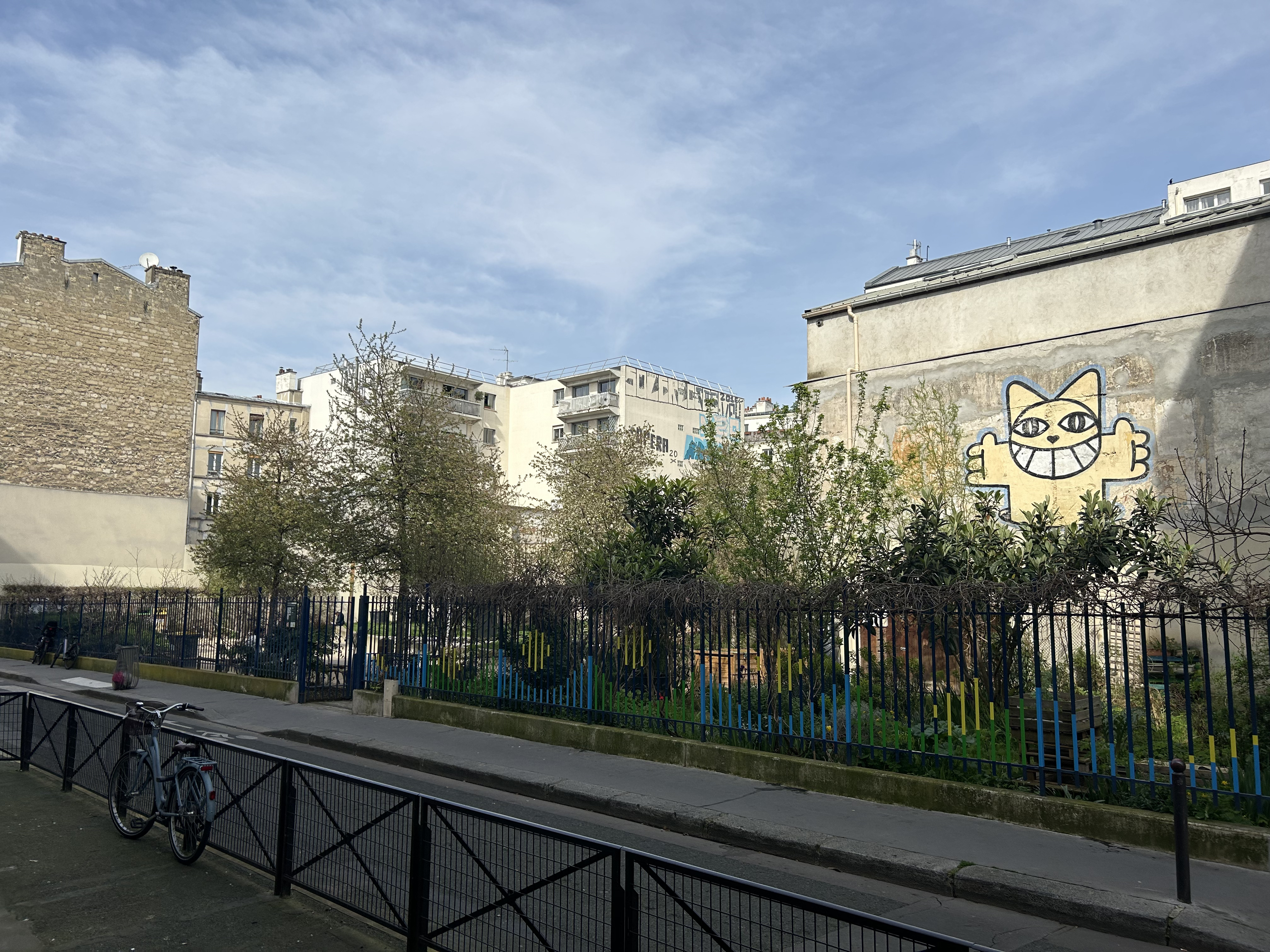
Vue depuis la rue. Fresque « M. Chat ».
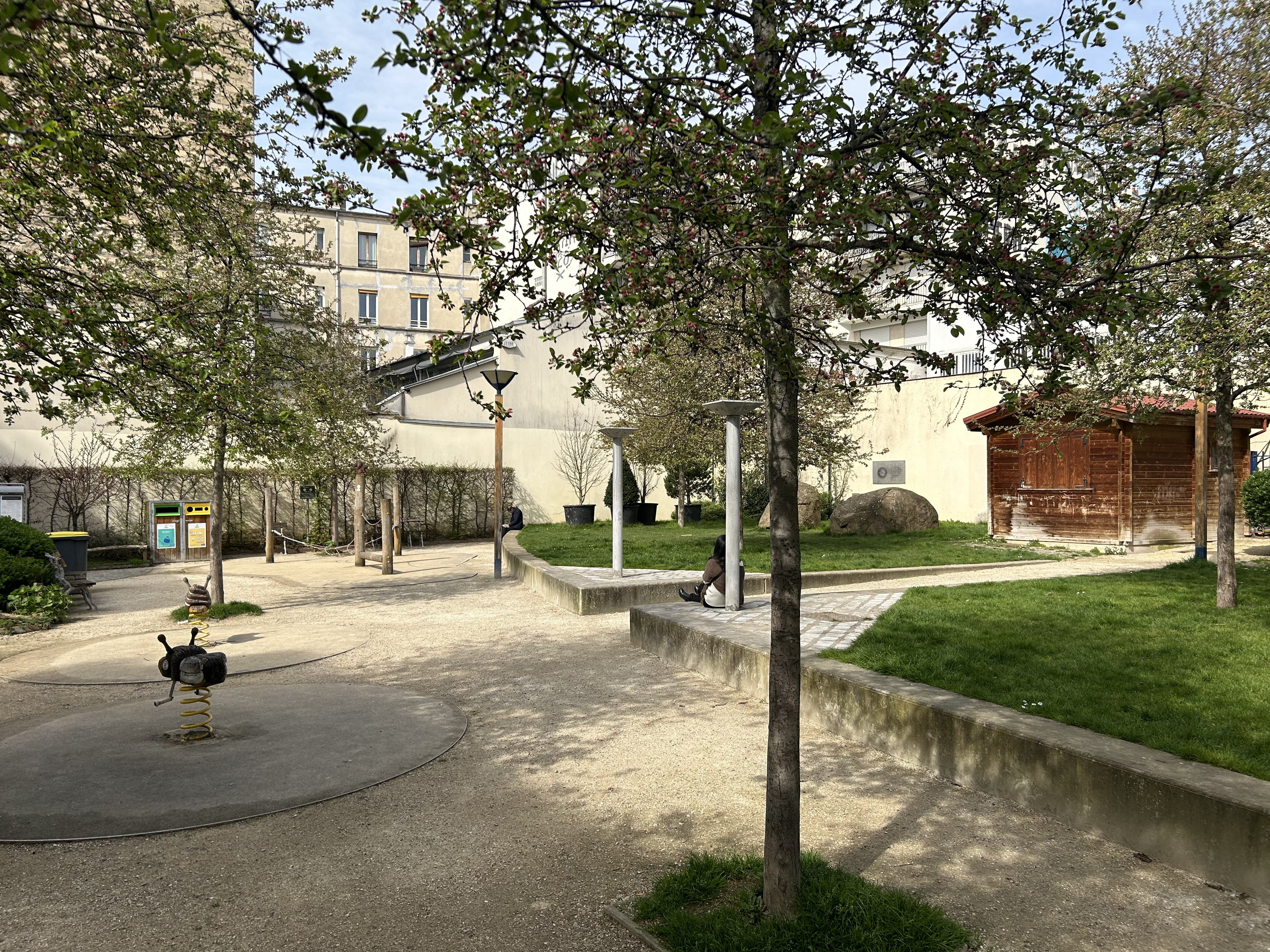
Aires de jeu
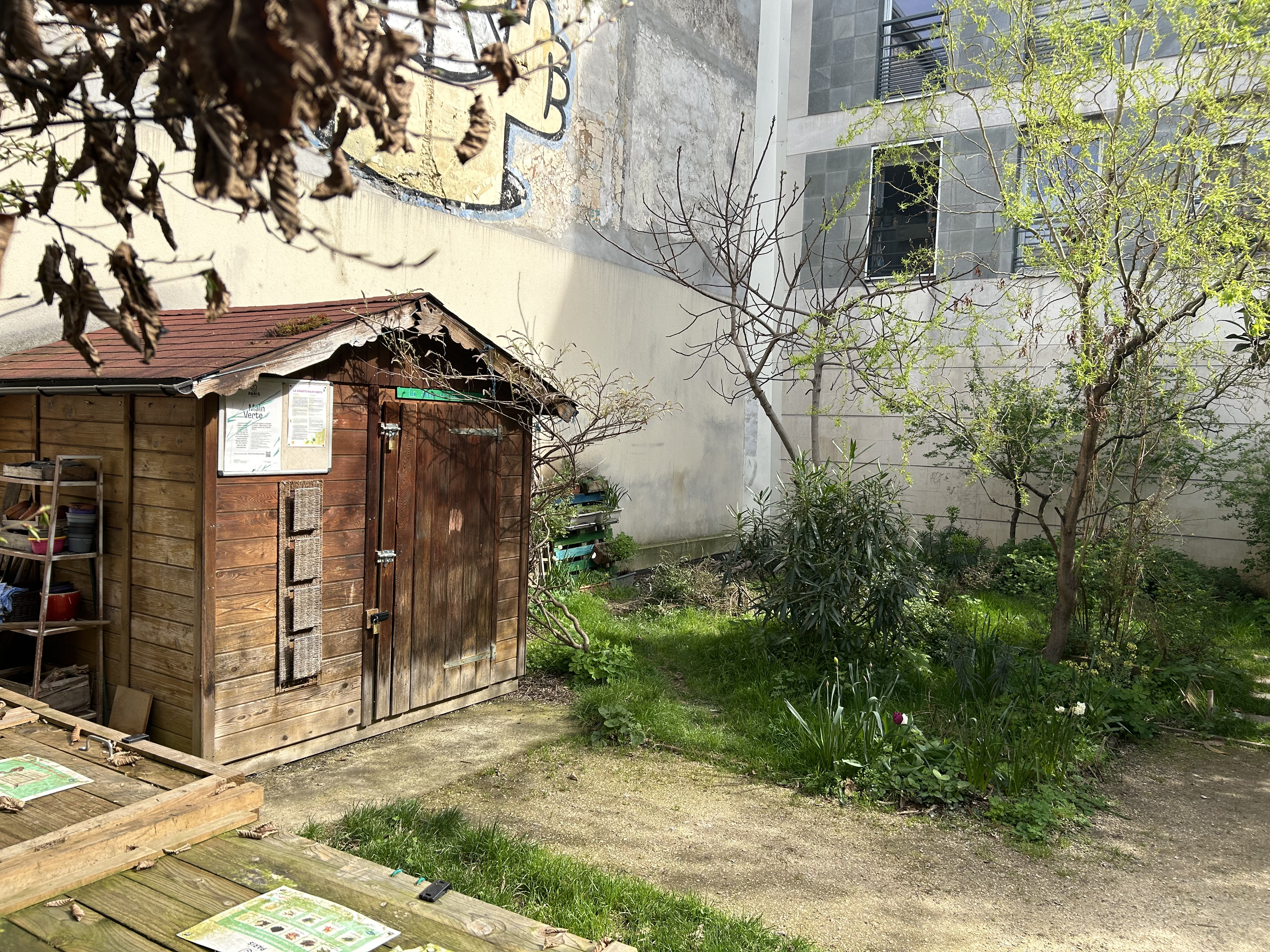
Le chalet
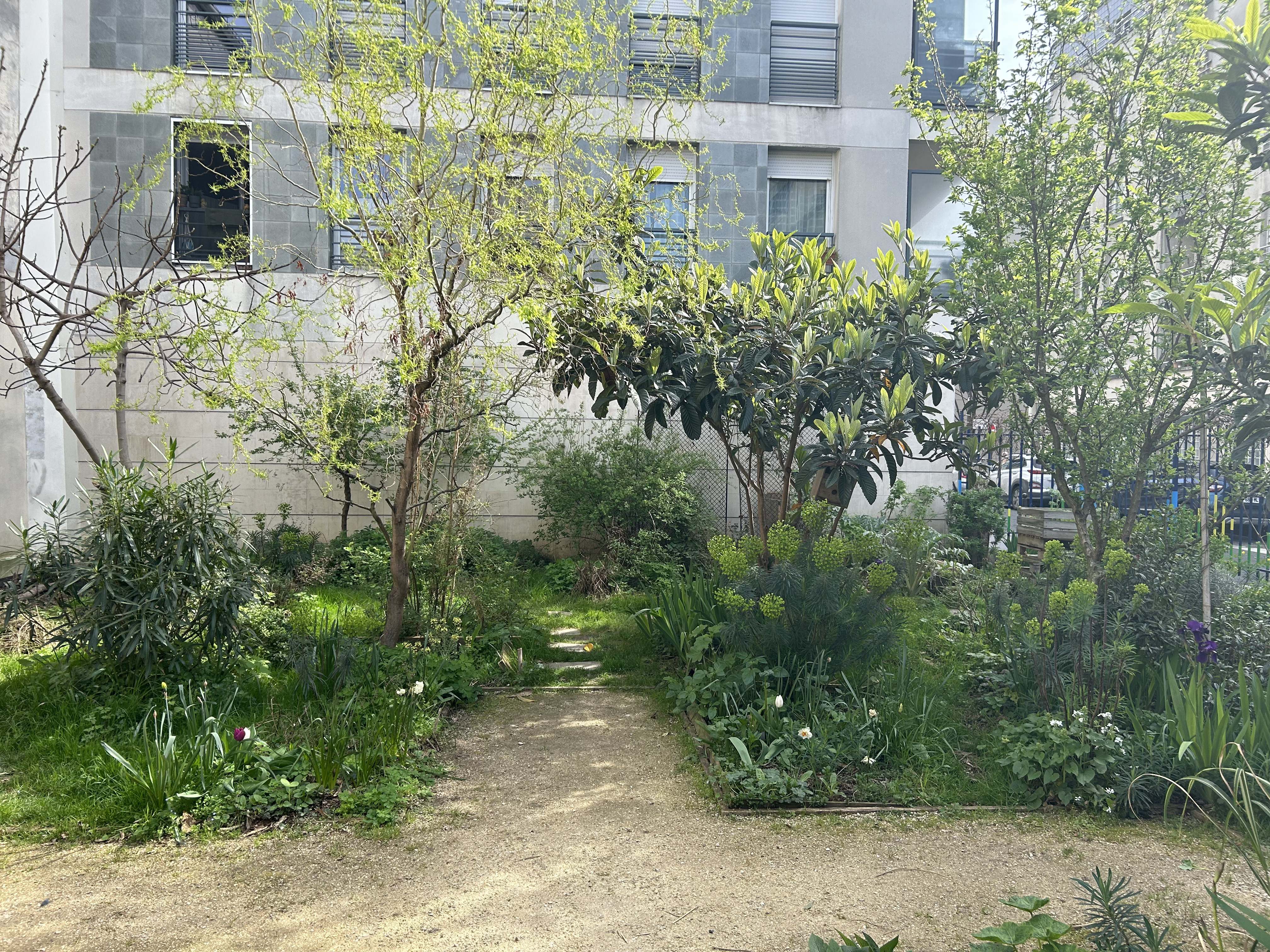
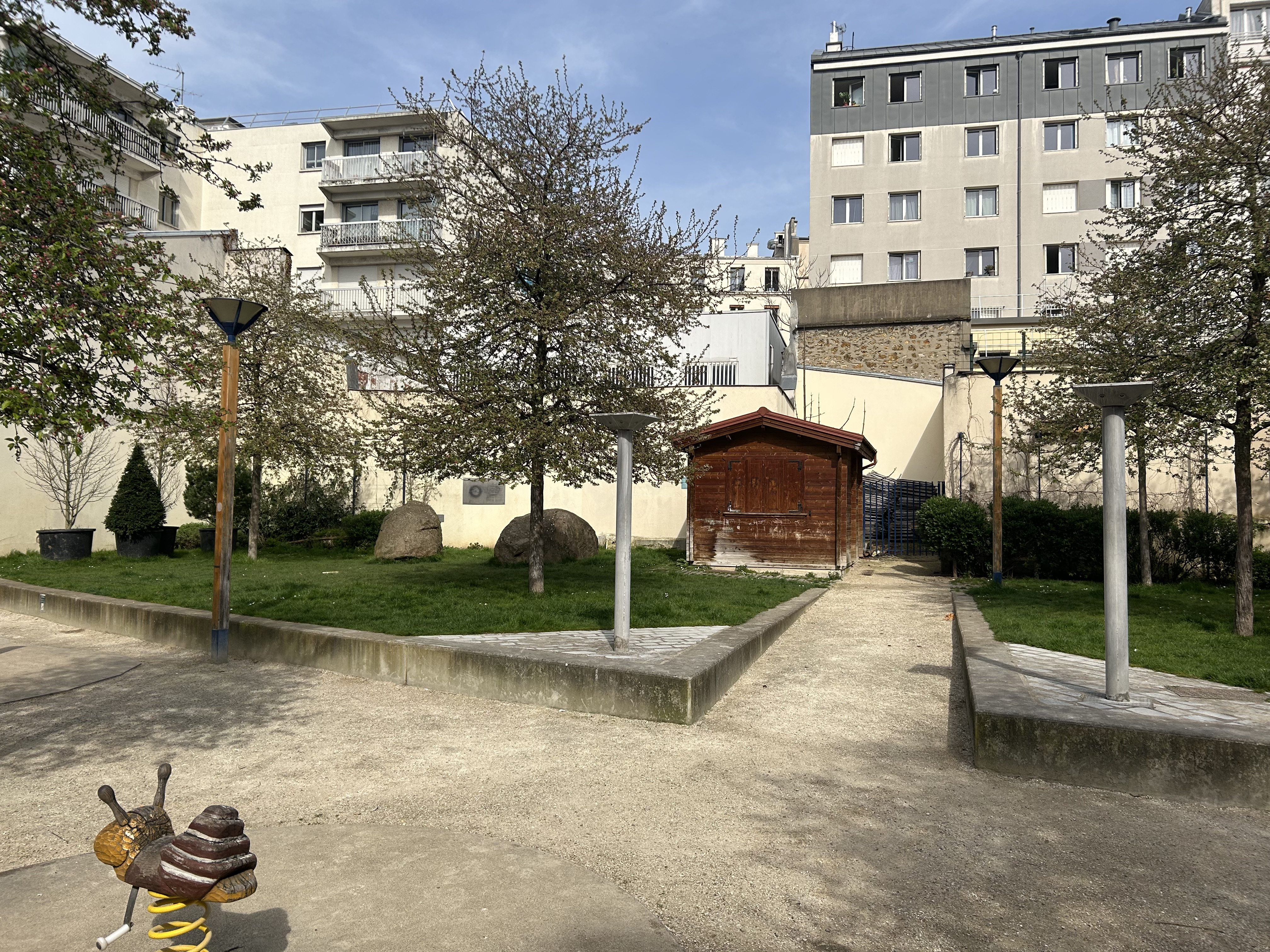
Le chalet et les blocs de granit.
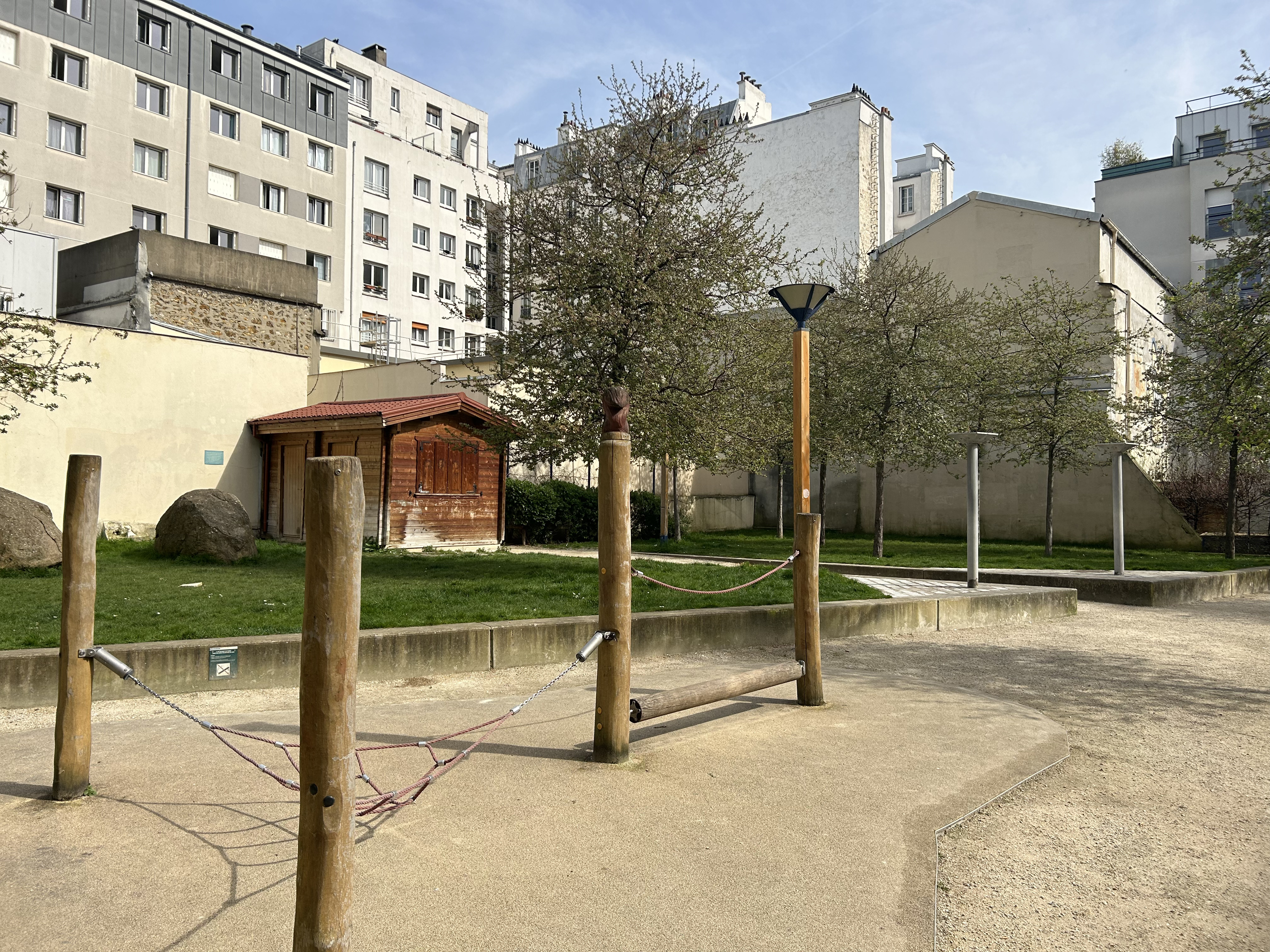